# جيرترود شولتز كلينك
جيرترود شولتز كلينك (بالألمانية: Gertrud Scholtz-Klink)‏ (ولدت 9 فبراير 1902،اديلشيم باد-، توفت 24 مارس 1999،بيبينهوسين توبنغن) ،وهي كانت عضوة نشطة في الحزب النازى في ألمانيا .
وكانت زعيمة الرابطة الوطنية للمرأة الاشتراكية في ألمانيا النازية، تعرف بلقب القائدة القوية ، انجبت جيرترود شولتر كلينك 11 طفلا ، وهي تحمل صورة المرأة الألمانية الكاملة في المجتمع ، ولكن على الرغم من ذلك أبقت الجزء الأخير من حياتها في السجن حتى وفاتها وذلك بسبب انضمامها واعجابها بالاشتراكية القومية.

## حياتها
تزوجت جيرترود شولتز كلينك في سن الثامنة عشر من عامل في إحدى المصانع ، وانجبت 6 أطفال قبل وفاة زوجها وبعدها انضمت شولتز إلى الحزب النازى في برلين اما في عام 1929 أصبحت أول زعيمة للنساء في برلين. وفي عام 1932 تزوجت بالدكتور غونتر شولتز ولكنها تطلقت في عام 1938.
وعندما تولى أودلف هتلر السلطة في عام 1933 عينت جيرتورد بقيادة الإتحاد النسائي الإشتراكي الوطني

## فترة حكمهابالحزب النازي
وفي يونيو 1936 قامت جيرترود شولتز كلينك بالوقوف إلى جانب الحكومة التي يديرها الحزب النازى بصفتها المسؤولة عن حقوق المرأة وبناء على ذلك عينت رئيسا لمكتب شؤون المرأة.
وبقيت شولتر كلينك بخارج المجتمع الذكورى الذي يهيمن على المجتمع، ولم تقبل بعدم تقديم دورها في المجتمع واعتبارها دمية ليس لها أهمية. ولكن على الرغم من ذلك فكان لجيرنرود شولتز كلينك تأثيرا على النساء في الحزب في حكومة هتلر.
وفي عام 1940 تزوجت مرة ثالثة بزوجها اوبرجروبنفوهر أغسطسط هايسماى، ومن خلال معسكرات الاعتقال السياسى كان يقوم برحلات متكررة إلى زيارة النساء.

## بعد الحرب
وبعد سقوط الرايخ الرابع فانه خلال شهور صيف عام 1945،فقد تم اعتقال إحدى الأعضاء من المعسكر السوفيتى ،ولكن بعد فترة قصيرة هرب وبناء على ذلك اختبأ توبنغن مع زوجته الثالثة لمدة 3 سنوات بالقرب من قلعة بيبن هوسو. وفي 28 فبراير 1984 تم العثور على مكان اختفاء الزوجين وتم اعتقالهم. وتعرضوا بعد ذلك إلى المحاكمات العسكرية الفرنسية ، وقد تم حبس شولتز كلينك لمدة 18 شهر وفي مايو 1950 صنفت على أنها المتهمة الرئيسية وسجنت لمدة 30 شهر مرة أخرى. وبالأضافة إلى ذلك غرمتها المحكمة جزية ولمدة 10 أعوام تم حظرها عن المشاركة في الأنشطة السياسة والنقابية وعن الصحافة والتدريس أيضا.
وبعد إطلاق سراحها من السجن في عام 1953،انتقلت إلى بيبين هوسن ،وفي عام 1978 قامت بتأليف كتاب سمته (النساء في الرايخ الثالث) واظهرت به دعمها للاشتراكية القومية
وقالت جيرترود شولتز مرة أخرى في بدايات الثمانيات،انها تدافع عن حقوق الاشتراكية القومية والوطنية وذلك في الحوار الصحفى الذي اجرته مع كلوديا كونز

## معرض الصور

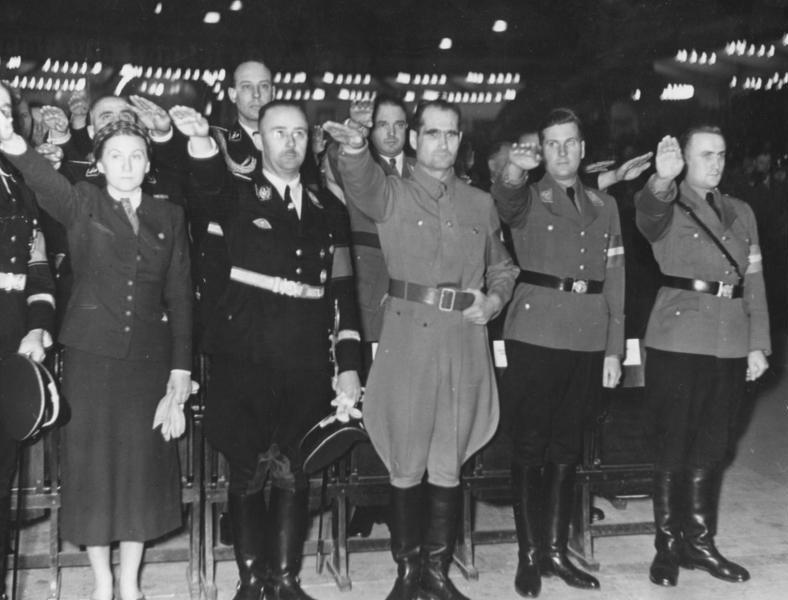
اجتماع كبير من اليسار إلى اليمين ل (جيرترود شولتز كلينك، هاينريش هيملر، رودولف هيس ، بلدور فون، ارثر) وذلك في (13 فبراير 1939 ، برلينر سبورت بلاست، برلين)

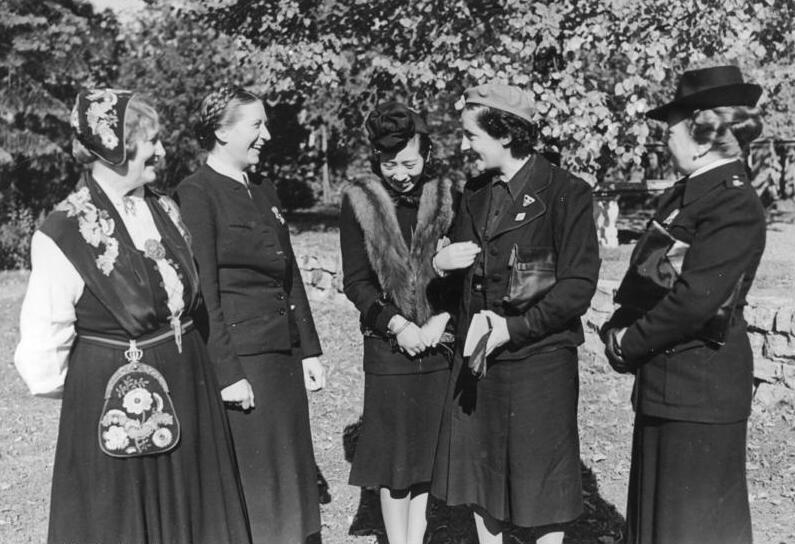
من اليسار إلى اليمين (قادة المنظمة النسائية النرويجية أولجا بجونى، شولتز كلينك ، زوجة السفير اليابانى هيروشى أوشيما ، بيلار يريمو دى ريفيرا ، أولغا ماركيز في مجال الطب في عام 1941)

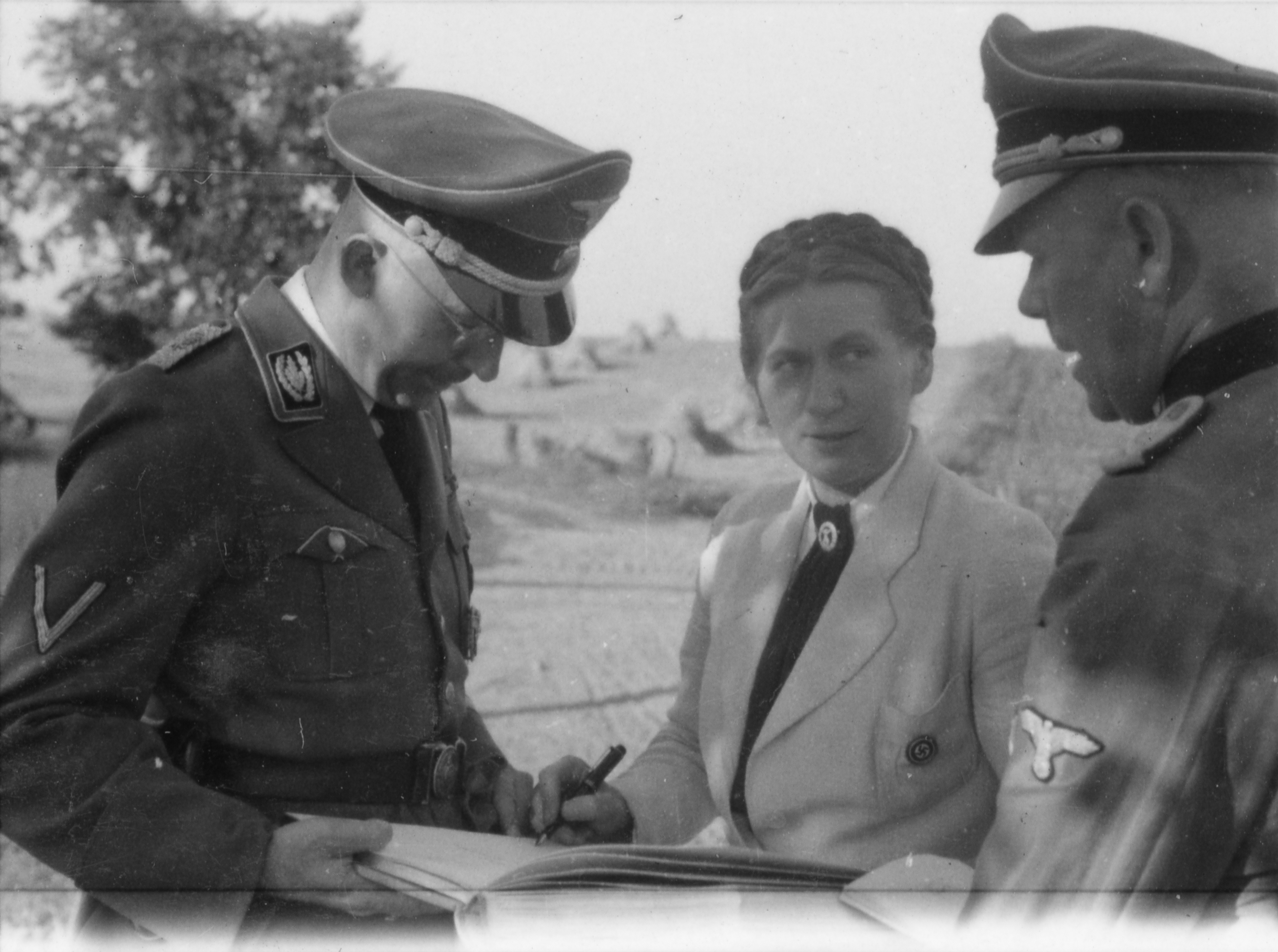
شولتز-كلينك وهاينريش هيملر (اغسطس/سبتمبر 1943)

## روابط خارجية
- جيرترود شولتز كلينك على موقع مونزينجر (الألمانية)